# Murray Bridge
Murray Bridge – piąte co do wielkości miasto stanu Australia Południowa, położone nad rzeką Murray, ok. 80 km od Adelaide. Według spisu ludności z 2021, liczyło 21644 mieszkańców. W gospodarce okolicy dominuje rolnictwo: hodowla bydła, trzody i drobiu, a także uprawa zbóż i warzyw. Siedziba diecezji anglikańskiej.

## Miasta partnerskie
- Laredo
- Sanmenxia